# Tilinop d'Alligator
El Ptilinop de l'Alligator (Ptilinopus alligator) és una espècie de colúmbid restringit a una petita zona costanera selvàtica de l'extrem nord d'Austràlia, anomenada la Terra d'Arnhem.